# Otto Erdmann
Otto Wilhelm Eduard Erdmann, född den 7 december 1834 i Leipzig, död den 9 december 1905 i Düsseldorf, var en tysk målare. Han var son till Otto Linné Erdmann.
Erdmann studerade i sin hemstad, i Dresden och München samt bosatte sig 1858 i Düsseldorf. Han målade genrebilder, helst med ämnen från rokokotiden: Blindbock, Brudgummens mottagande, Främmande från landet, Avbruten pianolektion med flera.